# La Albuera
La Albulera este un oraș din Spania, situat în provincia Badajoz din comunitatea autonomă Extremadura. Are o populație de 1.833 de locuitori. În apropierea acestei localități s-a dat, în 1811, o sângeroasă bătălie, din cadrul războiului de independență spaniol.